# Деревки
Деревки (укр. Деревки) — село,
Деревковский сельский совет,
Котелевский район,
Полтавская область,
Украина.
Код КОАТУУ — 5322281301. Население по переписи 2022 года составляло 336 человек.
Является административным центром Деревковского сельского совета, в который, кроме того, входят сёла Любка и Млинки.

## Географическое положение
Село Деревки находится на левом берегу реки Ворскла, выше по течению на расстоянии в 3,5 км расположен пгт Котельва, ниже по течению на расстоянии в 3 км расположено село Ольховое (Зеньковский район), на противоположном берегу — село Глинское (Зеньковский район). К селу примыкает лесной массив. Рядом проходит автомобильная дорога Н-12.

## История
Имеется на карте 1787 года.
Георгиевская церковь известна с 1819 года, а Вознесенская с 1833 года.

## Экономіка
•бичача ферма
- ЧП «Проминь».

## Объекты социальной сферы
- Школа.
- Дом культуры.

## Известные люди
- Шашко Иван Иванович (1916) — тракторист, бригадир тракторной бригады колхоза «Большевик», Герой Социалистического Труда, родился в селе Деревки.